# Kitnjasta presličica
Kitnjasta presličica (balučka, lužanjica, lat. Leopoldia comosa, sin. Muscari comosum) lukovičasta je biljka iz porodice šparogovki, rod Leopoldia, nekada uključivana u rod Muscari. Lukovica ove biljke se u nekim mediteranskim zemljama (Italija, Grčka) te u Portugalu koristi za jelo te se smatra delikatesom. Od davnine se koristi i u hortikulturi.

## Opis
Višegodišnja biljka visine od 15 do 70 cm, a ponekad i do 100 cm. Lukovica promjera oko 3,5 cm. Korijeni su kratki, jednogodišnji. Listovi su linearni, u količini od 3 do 6, duljine oko 40 mm i širine oko 10 mm.
Plodni donji cvjetovi dugi su od 5 do 10 mm; smeđe su boje, sterilni gornji cvjetovi ljubičasti. Cvatnja traje u srednjoj Europi od svibnja do lipnja.
Plod je trokutasta čahura dugačka od 10 do 15 mm. Sadrži jedno ili dva okrugla sjemena crnog promjera 2 mm. Plodovi sazrijevaju od lipnja do kolovoza.
Vrsta je uobičajena u sjevernoj Africi (Alžir, Egipat, Libija, Maroko, Tunis), zapadnoj Aziji (Cipar, Iran, Irak, Izrael, Jordan, Libanon, Sirija, Turska), Europi (Ukrajina, Austrija, Češka, Slovačka, Njemačka, Mađarska, Poljska, Švicarska, Albanija, Bugarska, Hrvatska, Grčka, Italija, Rumunjska, Francuska, Portugal, Gibraltar, Španjolska). Preferira vlažna tla, livade i pašnjake. Koristi se u vrtlarstvu zbog svoje jednostavnosti sadnje i otpornosti na smrzavanje. Lukovice su jestive, gorkog okusa, jedu se na Kreti i u talijanskoj regiji Apuliji. Kod nas njihova uporaba za jelo nije poznata.

## Vanjske poveznice
- Muscari comosum